# Bagrus filamentosus
Bagrus filamentosus es una especie de pez de la familia Bagridae en el orden de los Siluriformes.

## Morfología
• Los machos pueden llegar alcanzar los 69 cm de longitud total.

## Distribución geográfica
Se encuentran en África: cuenca del río Níger.